# 中突堤中央ターミナル

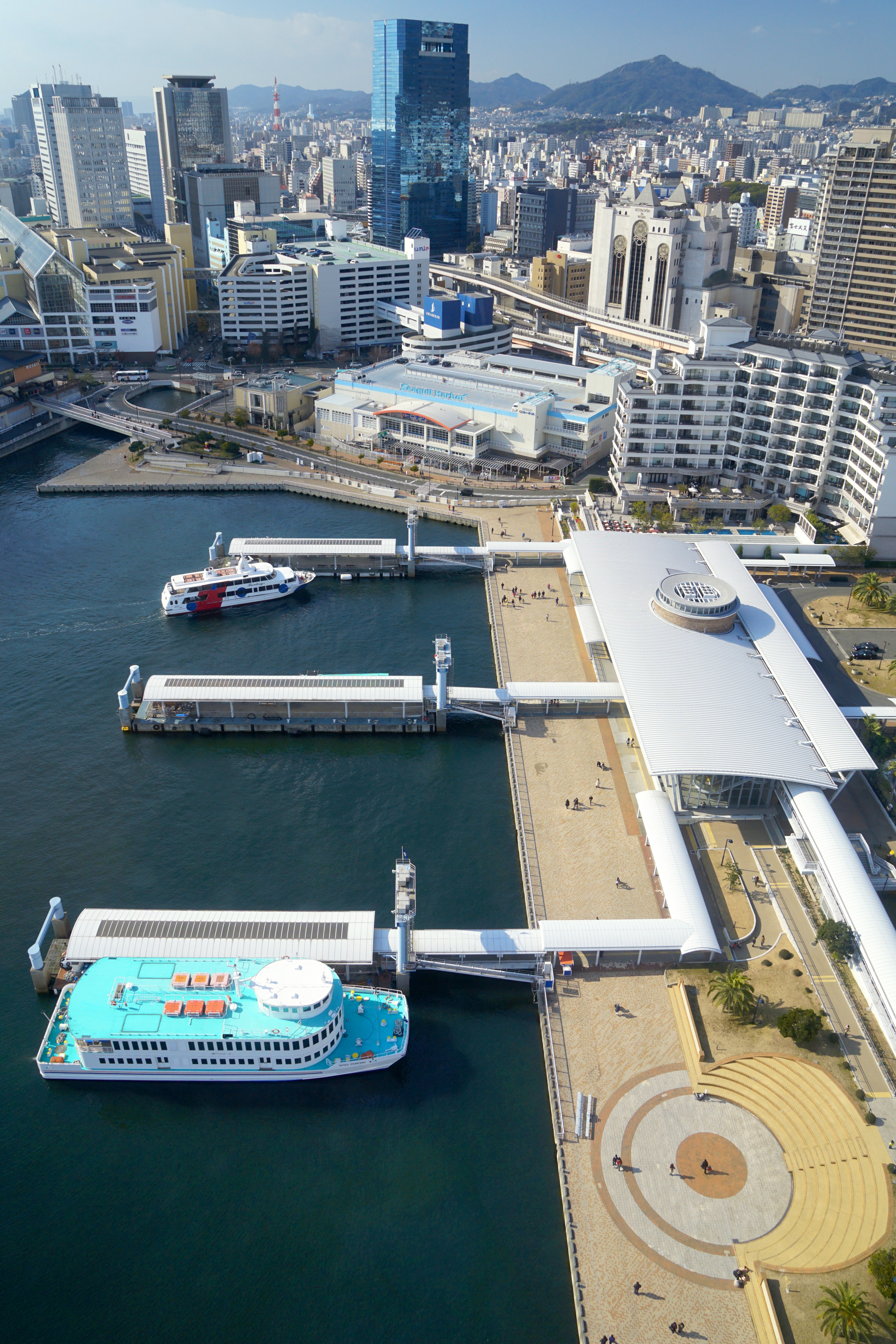
中突堤中央ターミナル俯瞰

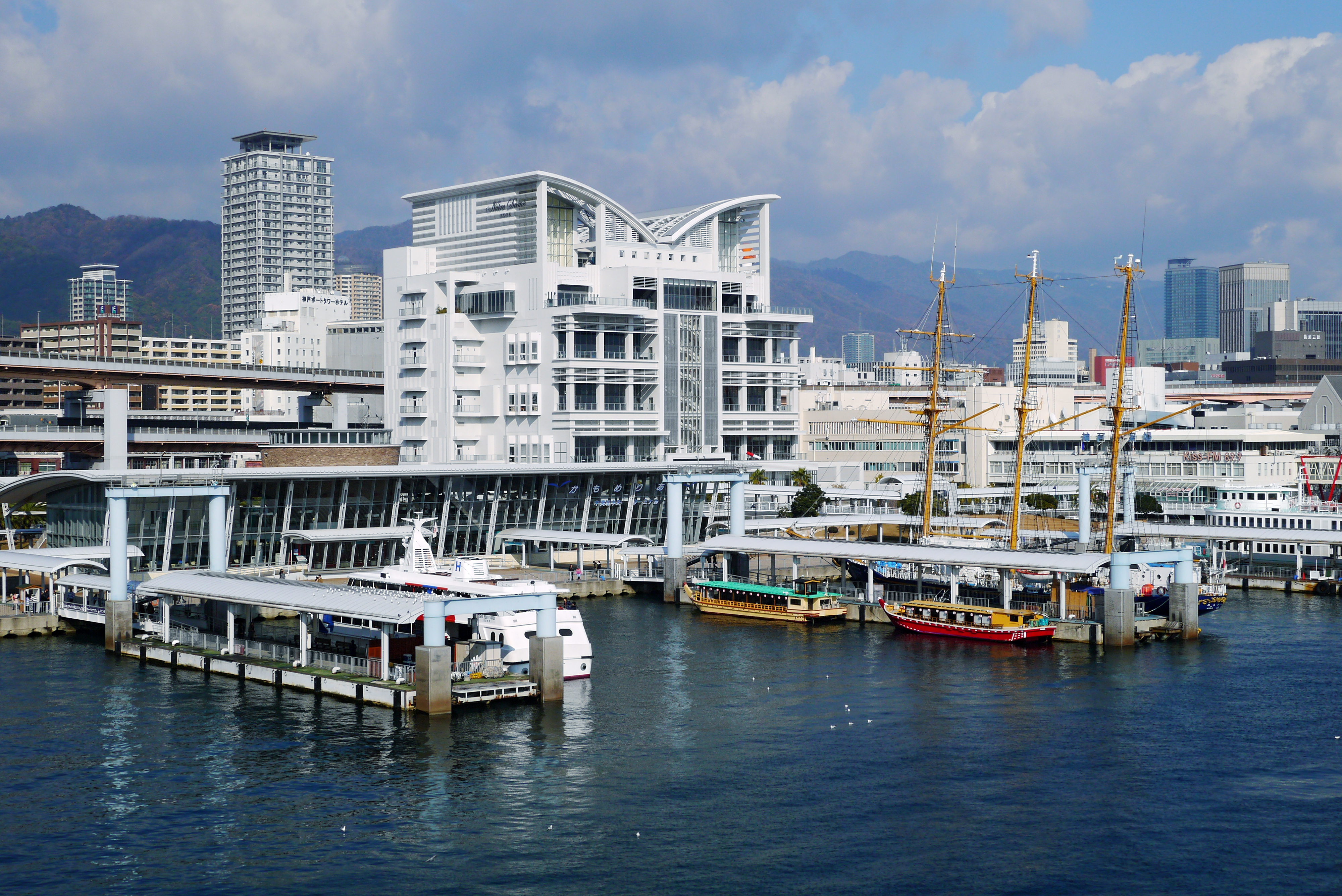
中突堤中央ターミナル正面

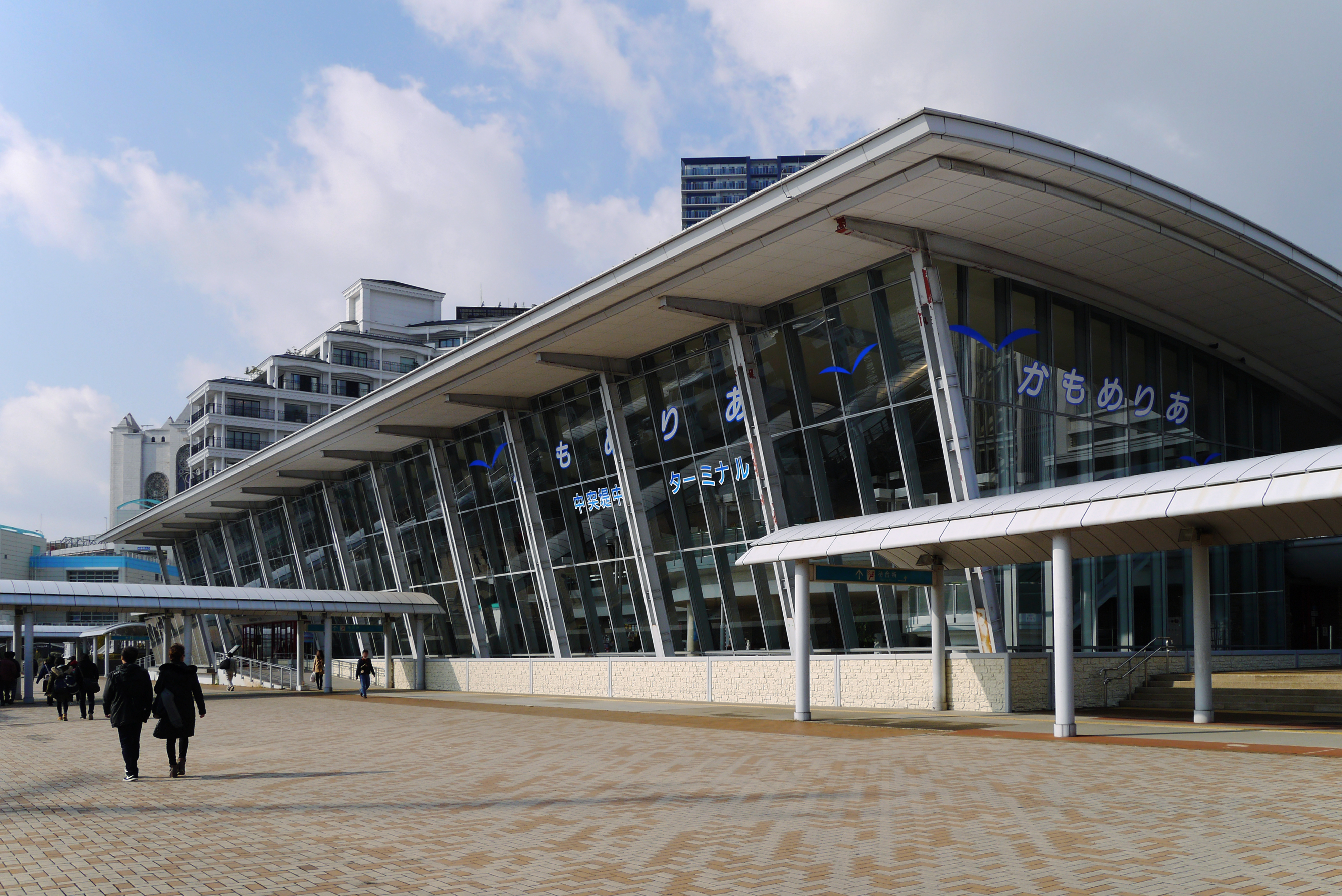
中突堤中央ターミナルビル
（愛称の「かもめりあ」のほうが大きく表示される）

中突堤中央ターミナル（なかとっていちゅうおうターミナル）は、兵庫県神戸市中央区波止場町にある、神戸港の客船ターミナルのひとつ。愛称は「かもめりあ」。

## 概要
1990年代後半に中突堤 - 弁天埠頭間の水域が国産波止場を飲み込む形で埋立造成され、1998年3月28日に供用を開始した。3基6バースの浮桟橋を備え、高速船・遊覧船など小型旅客船用の客船ターミナルとなっている。
愛称の「かもめりあ」は「かもめ」と「エリア（地域）」を合わせたもので、埋立の経緯から「国産・弁天」地区、「中突堤西」地区とも呼ばれる。ターミナルビルの東西には「中突堤西緑地」が整備され、東側にはイベントスペースにも使用される「かもめりあ円形ステージ」がある。西隣の弁天町にまたがる西側には、神戸21世紀復興記念事業「KOBE 2001 みなとフェスタ」開催記念の「汽笛時計」がある。
先行する再開発地区のメリケンパーク（1987年）と神戸ハーバーランド（1992年）の間に位置しており、当地区の完工によって、メリケン波止場 - 中突堤 - 国産波止場 - 弁天埠頭 - 高浜岸壁 - 蟹川船渠にわたる、神戸港の歴史的な地区のウォーターフロント回遊が可能になった。
中突堤中央ターミナル完成以前は、中突堤西岸に船が着岸し、発券業務などは現在の中突堤中央ビル（当時は別名称）で行われていた。現在も、中突堤中央ビルの1階には、多数の座席のある広い空間やみやげ物店がある。

## 周囲
国産波止場の跡地はバス停、タクシー乗り場、駐車場として利用されている。神姫バスが運航しているPort Loop（連節バス）の停留所名は「かもめりあ」である。
弁天埠頭の跡地には、1999年9月に都市型集客施設「シーガルハーバー」が完成し、ホームセンターのコーナンなどが入っている。
国産波止場 - 弁天埠頭間の埋立箇所には、2008年11月に「ホテル ラ・スイート神戸ハーバーランド」がオープンした。
中突堤 - 国産波止場間の埋立箇所には、当初大型商業施設の建設が予定されていたが業者の破産により中止となり、2012年9月に結婚式場「ノートルダム神戸」がオープンした。

## 航路
- ヴィラジオイタリア（ 171トン、旅客定員  名、神戸リゾートライン）：神戸港-ポートアイランド-神戸空港海上アクセスターミナル、2012年6月30日付で航路廃止[5]。その後、都内の会社に売却され、「海賊船アニバーサリークルーズ号」と改名された[6]。
- ロイヤルプリンセス（414トン、旅客定員500名、神戸ベイクルーズ）：神戸港遊覧
- ロイヤルプリンス （170トン、旅客定員345名、神戸ベイクルーズ）：神戸港遊覧
- boh boh KOBE（早駒運輸） ：神戸港遊覧

## 中突堤中央ターミナルビル
アメニティターミナル推進のモデル事業として建設された。愛称は「かもめりあ」。
- 設計 - 萬浪富弘（日建設計）
- 竣工 - 1998年
- 構造 - 鉄骨造（一部RC造）、地上2階建
- 設備
  - 1階 - 船社カウンター、待合ロビー、売店等
  - 2階 - 総合ロビー
- 備考 - 1998年兵庫県福祉のまちづくり賞

## 交通アクセス
- JR西日本・阪神 元町駅 徒歩15分
- 阪急 花隈駅 徒歩10分
- 神戸市営地下鉄西神・山手線 県庁前駅 徒歩12分
- 神戸市営地下鉄海岸線 みなと元町駅 徒歩5分
- 神姫バスPort Loop（連節バス） 「かもめりあ」停留所

## 近隣の旅客船ターミナル
- 高浜旅客ターミナル
- 中突堤旅客ターミナル
- 新港フェリーターミナル
- 神戸ポートターミナル
- 神戸空港海上アクセスターミナル
- 六甲アイランドフェリーターミナル

かつて存在した主な旅客船ターミナル
- 六甲船客ターミナル
- 東神戸フェリーセンター